# NGC 7710
NGC 7710 في الفهرس العام الجديد، هي مجرة، تقع في كوكبة الحوت. اكتشفت في 24 سبتمبر 1862 بواسطة هاينريش لويس دريست.

## روابط خارجية
- NGC 7710 على موقع ويكي سكاي: DSS2, SDSS, GALEX, IRAS, Hydrogen α, X-Ray, Astrophoto, Sky Map, Articles and images